# 붕어섬 (춘천시)
붕어섬은 춘천시의 섬으로 송암스포츠타운 맞은편에 있다. 2000년대 초 이곳에서 막국수 축제가 열렸다. 현재 태양광 발전소로 활용되고 있다.